# Lijst van acteurs in Familie
Hieronder volgt een lijst van alle acteurs van de Vlaamse soapserie Familie. Voor een beschrijving van de personages, zie de lijst van personages uit Familie.

## A
| Acteur           | Personage(s)                 | Speelduur  |
| ---------------- | ---------------------------- | ---------- |
| Serge Adriaensen | Frederik Govaert             | 2002-2003  |
| Lulu Aertgeerts  | Eline Vaerenbergh            | 2005-2007  |
| Katia Alens      | Laetitia                     | 2003       |
| Cindy Ali-Ebeid  | Jamilla                      | 2003       |
| Sandrine André   | Veronique Van den Bossche #3 | 2012-heden |
| Eddy Asselbergs  | Gerard Van de Caveye         | 1992-1993  |

## B
| Acteur               | Personage(s)                | Speelduur             |
| -------------------- | --------------------------- | --------------------- |
| Steph Baeyens        | Dirk Cockelaere #2          | 2001                  |
| Pascale Bal          | Gwen Claus                  | 1993-1996             |
| Ward Bal             | Remko Willaert              | 2010-2012             |
| Piet Balfoort        | Jack Tourtoi                | 1993-1994             |
| Vincent Banić        | Guido Van den Bossche #4    | 2016-2022, 2024, 2025 |
| Bill Barberis        | Linus Vanaken               | 2024-heden            |
| Ruth Bastiaensen     | Dr. Leen Van den Bossche #2 | 2006-2011             |
| Muriel Bats          | Paula                       | 2010                  |
| Muriel Bats          | Georgine Jibrell            | 2024                  |
| Roger Baum           | Yorgos                      | 1995                  |
| Roger Baum           | Rudy                        | 1997                  |
| Roger Baum           | Antonio Luperon             | 2000-2001             |
| Roger Baum           | Dubrovnik                   | 2010                  |
| Roger Baum           | Johan Verbiest              | 2012                  |
| Roger Baum           | Hendrik                     | 2014                  |
| Roger Baum           | Henri Eeckelaert            | 2016                  |
| Jakob Beks           | Onderzoeksrechter Lepez     | 2011                  |
| François Beukelaers  | Fons Verbiest               | 2016-2018, 2021       |
| Janine Bischops      | Brigitte De Wulf            | 2017-heden            |
| Camilia Blereau      | Myriam Beynens              | 2011                  |
| Aaron Blommaert      | Raven Rodeyns               | 2020-2024             |
| Korneel Blomme       | Jonathan Knapen             | 2025-heden            |
| Hein Blondeel        | Daan De Wit                 | 2007-2008             |
| Hein Blondeel        | Steve Schuurmans            | 2011-2013             |
| Marc Bober           | Balencourt                  | 2006-2009             |
| Mia Boels            | Ellen Maddens               | 2007                  |
| Herman Boets         | Armand Boets                | 1998                  |
| Herman Boets         | Thomas Veeckeman            | 2009                  |
| Herman Boets         | Meneer De Smet              | 2011                  |
| Herman Boets         | Gino                        | 2013                  |
| Herman Boets         | Koenraad Vertommen          | 2015                  |
| Herman Boets         | Openbaar verkoper           | 2017                  |
| Herman Boets         | Makelaar                    | 2019                  |
| Celia Bogaert        | Dre Dreessen                | 2002                  |
| Bo Bogaerts          | Cédric Van de Caveye #2     | 2008-2011             |
| Stoffel Bollu        | Kobe Dierickx               | 2003-2009             |
| Maria Bossers        | Julienne Van den Abeele     | 1991-1996             |
| Twiggy Bossuyt       | Kristina Delcourt           | 2013, 2014            |
| Mieke Bouve          | Annelies Devos              | 2007-2010             |
| Barbara Bracke       | Elke Baertsoen              | 1997-2008             |
| Olivier Bracke       | Anthony Beeldens            | 2017-2018             |
| Fleur Brusselmans    | Karlijn Aelgoet             | 2008                  |
| Fleur Brusselmans    | Amalia                      | 2014                  |
| Fleur Brusselmans    | Katja                       | 2017                  |
| Caroline Bruyninckx  | Kicky                       | 2010                  |
| Herbert Bruynseels   | Willy De Cock               | 2011                  |
| Peter Bulckaen       | Mathias Moelaert            | 2008-heden            |
| Bab Buelens          | Emma Verdonck               | 2014-2019             |
| Elisabeth Bungeneers | Elise Casters               | 2014                  |
| Erik Burke           | Bruyninckx                  | 2010                  |
| Erik Burke           | Gaby                        | 2015                  |

## C
| Acteur              | Personage(s)                    | Speelduur       |
| ------------------- | ------------------------------- | --------------- |
| Chadia Cambie       | Brenda Vermeir #2               | 2001-2002       |
| Thomas Cammaert     | Bas Vermeulen                   | 2023-2024       |
| David Cantens       | Homejacker                      | 2002            |
| David Cantens       | Dirk Seymens                    | 2006-2007       |
| David Cantens       | Filip Van Waaienberg            | 2009-2010       |
| David Cantens       | Jonas Versteven                 | 2018-2021       |
| Maurice Cassiers    | Alain                           | 2009            |
| Maurice Cassiers    | Tim                             | 2014            |
| Maurice Cassiers    | Joren                           | 2018            |
| Manuel Cauchi       | Joe Bonduono                    | 1998-2007       |
| Tinne Ceuppens      | Sam Coninx                      | 2022-2024       |
| Ann Ceurvels        | Patty Peeters                   | 1993            |
| Barbara Claes       | Zoë De Rixart De Waremme        | 2005-2007       |
| Barbara Claes       | Noa De Rixart De Waremme #2     | 2006-2007       |
| Silvia Claes        | Trudy Tack De Rixart De Waremme | 1998-2018       |
| Stefanie Claes      | Noa De Rixart De Waremme #1     | 2005-2006       |
| Maarten Claeyssens  | Sebastien Legrand               | 2009            |
| Maarten Claeyssens  | Alex De Grauwe                  | 2013            |
| Kristoff Clerckx    | Andreas Mitsides                | 2003-2007       |
| Sarah-Lynn Clerckx  | Louise Van den Bossche #1       | 2006-2018       |
| Magda Cnudde        | Maria De Deyn                   | 2010-2011       |
| Ronnie Commissaris  | Hendrik Suys                    | 2007-2009       |
| Françesco Constanzo | Lennert De Waele                | 2004-2006       |
| Kirsten Cools       | Marijke Leemans                 | 2007            |
| Frank Coosemans     | Frank Coosemans                 | 1997-2008       |
| Bert Cosemans       | Dr. Van Laer                    | 2016-2017, 2021 |
| Han Coucke          | Wim Foubert                     | 2023            |
| Gerry Cracco        | Jos Janssens                    | 1997-2004       |
| Annelore Crollet    | Delphine van Winckel            | 2013-2014, 2015 |
| Debbie Crommelinck  | Patiënte                        | 2013            |
| Debbie Crommelinck  | Saskia Verhoeven                | 2018            |
| Stephane Croughs    | Erik Berrevoets                 | 2002-2003       |

## D
| Acteur                | Personage(s)               | Speelduur                   |
| --------------------- | -------------------------- | --------------------------- |
| Paulette Daelemans    | Carine Wattez #1           | 1996                        |
| Ronny Daelman         | Dries Van Renterghem       | 2016                        |
| Karen Damen           | Vanessa Mariën             | 2020-heden                  |
| Hugo Danckaert        | Daleau                     | 1997                        |
| Wim Danckaert         | Ward Beeldens              | 2017-2018                   |
| Britt Das             | Jill Delrue                | 2023-heden                  |
| Dominique Dauwe       | Jake Humprey               | 2014                        |
| Dominique Dauwe       | Erik De Greef              | 2023                        |
| Hilde De Baerdemaeker | Liesbeth Pauwels           | 2012-2016, 2017, 2020       |
| Katrien De Becker     | June Van Damme             | 2009-2016, 2017             |
| Frank De Beule        | Ricky                      | 1997                        |
| Veva De Blauwe        | Tine Huysmans              | 2000-2003                   |
| Vandana De Boeck      | Lovely Van der Venne #1    | 2002-2006, 2013             |
| Jenne Decleir         | Hans Deschutter            | 2013, 2019                  |
| Sofie Decleir         | Sylvia Verdonck            | 2025-heden                  |
| Dorien De Clippel     | Estee Eeckelaert           | 2015-2016, 2019             |
| Marc De Coninck       | Dirk Cockelaere #1         | 1991-1994                   |
| Guido De Craene       | Karel Dekeyser             | 2010                        |
| Siegfried De Doncker  | Koen Peyskens              | 2021-2023                   |
| Walter De Groote      | Gust                       | 1991-1992                   |
| Walter De Groote      | Giancarlo Parducci #2      | 2000                        |
| Heidi De Grauwe       | Roos Sterckx               | 2010-2013, 2014             |
| Lore Dejonckheere     | Arianne Balencourt         | 2009-2011                   |
| Veerle Dejonghe       | Birgit Van den Sompel      | 1992-1993                   |
| Veerle Dejonghe       | Noortje Moortgat           | 1997-1999                   |
| Véronique De Kock     | Jolien Stijnen             | 1998-2001                   |
| Luk De Koninck        | Dr. Guy Maeterlinck        | 1999-2007, 2008             |
| Priske Dehandschutter | Jana Pleysier              | 2012-2013                   |
| Robert de la Haye     | Dr. Victor Praet           | 2009-2013                   |
| Steven De Lelie       | Bert Van den Bossche #2    | 2006-2011, 2013, 2015, 2024 |
| Gerd De Ley           | Priester                   | 1992                        |
| Gerd De Ley           | Minnaar van Magda          | 1993                        |
| Gerd De Ley           | Hotelier                   | 1996                        |
| Gerd De Ley           | Louis Van Acker            | 1999-2000                   |
| Gerd De Ley           | Joris Wouters              | 2005-2006                   |
| Gerd De Ley           | Buurman                    | 2012                        |
| Gerd De Ley           | Jos                        | 2013                        |
| Gerd De Ley           | Klant garage               | 2016                        |
| Chris Deleu           | Marthe Vermeir             | 1997-2008, 2011             |
| Rudi Delhem           | John Laarmans              | 1993-1994                   |
| Rudi Delhem           | Sergio Taucci              | 2002                        |
| Rudi Delhem           | Rudolf De Moor             | 2006-2008                   |
| Brigitte De Man       | Annemarie Govaert          | 2003-2005                   |
| Jef Demedts           | Gaston Veugelen            | 2006-2009                   |
| Bob De Moor           | Pierre De Mulder           | 2017-2018, 2022             |
| Hans De Munter        | Ludo                       | 1992                        |
| Hans De Munter        | Petros Granitou            | 2007                        |
| Hans De Munter        | Dirk Cockelaere #3         | 2010-2014                   |
| Leen Dendievel        | Gerdien Reynders           | 2008                        |
| Johan De Paepe        | Dr. Paul Jacobs            | 2007-2012                   |
| Govert Deploige       | Geert Van Loo              | 2009                        |
| Govert Deploige       | Wouter Dewynter            | 2013-2014                   |
| Govert Deploige       | Benny Coppens              | 2017-2018                   |
| Ron De Rauw           | Wilfried Langens           | 2000-2001                   |
| Brigitte Derks        | Nel Veenstra               | 2008                        |
| Sven De Ridder        | Bruno "Picasso" Van Assche | 1991-1996, 2000             |
| Hilde De Roeck        | Marleen Van den Bossche    | 1991-1993                   |
| Karel Deruwe          | Guido Van den Bossche      | 1991-1999, 2018             |
| Timo Descamps         | Ghijs                      | 2004-2005                   |
| Lieve Desloovere      | Lieve Vleugels             | 1997-1999                   |
| Jef De Smedt          | Jan Van den Bossche        | 1991-heden                  |
| Werner De Smedt       | Rudi Verbiest              | 2013-heden                  |
| Olivier De Smet       | Jens Vermeer               | 2007-2008                   |
| Niels Destadsbader    | Pim Mariën                 | 2008-2009                   |
| Griet Desutter        | Martine Van den Abeele     | 2005-2006                   |
| Bjarne Devolder       | Rube Verdonck              | 2025-heden                  |
| Guillaume Devos       | Pierrot Van den Bossche #2 | 2006-2012, 2014             |
| Ingrid De Vos         | Francine Laenen            | 2007-2008, 2010             |
| Ingrid De Vos         | Michelle Denaeyer          | 2018                        |
| Katrien Devos         | Liesbeth Thielens          | 2009                        |
| Marianne Devriese     | Gwendy Thielens            | 2009                        |
| Marianne Devriese     | Evy Hermans #2             | 2013-2018                   |
| Marianne Devriese     | Iris Massant               | 2019-2021                   |
| Stefan De Waele       | Joeri Steegmans            | 2001-2002                   |
| Tuur De Weert         | Isidoor Vandewalle         | 2024-2025                   |
| Maxime De Winne       | Quinten Godderis           | 2015-2023, 2025-heden       |
| Liesbeth De Wolf      | Helen                      | 2009-2011                   |
| Jeron Amin Dewulf     | Marc De Waele              | 2003-2006                   |
| Filip D'Haeze         | Daniel Laenen              | 2001-2002                   |
| Filip D'Haeze         | Patrick                    | 2004-2005                   |
| Luk D'Heu             | Gustaaf Janssens           | 2002-2006                   |
| Dirk Dillen           | Herman De Bie              | 1991-1996, 1999-2002        |
| Frank Dingenen        | Andre Beynens              | 2011-2012                   |
| Christel Domen        | Nathalie De Bie            | 2012-2014                   |
| Liliane Dorekens      | Micheline Hofkens          | 1995, 2006-2008             |
| Danny Dorland         | Freek                      | 2023                        |
| Nicoline Dossche      | Sabine Vanammel            | 2011                        |
| Christophe Du Jardin  | Bart Van den Bossche #1    | 1991-1997                   |
| Monika Dumon          | Agnes Moelaert             | 2013-2016                   |
| Dimitri Dupont        | Raf Broos                  | 2006                        |
| Dimitri Duquennoy     | Erik Gevaert               | 2014                        |
| Dimitri Duquennoy     | Ronald Perenboom           | 2016-2017                   |

## E
| Acteur            | Personage(s)      | Speelduur             |
| ----------------- | ----------------- | --------------------- |
| Simon Eeraerts    | Bavo Rein         | 2025-heden            |
| Veerle Eyckermans | Francesca Hermans | 2015, 2019, 2021-2022 |

## F
| Acteur           | Personage(s)             | Speelduur  |
| ---------------- | ------------------------ | ---------- |
| Jelle Florizoone | Guido Van den Bossche #3 | 2015-2016  |
| Herbert Flack    | Leon De Bodt             | 2021-2022  |
| Viola Furleo     | Ayana                    | 2022-heden |

## G
| Acteur            | Personage(s)             | Speelduur        |
| ----------------- | ------------------------ | ---------------- |
| Elise Ganseman    | Shana                    | 2003             |
| Assunta Geens     | Mia Dondeyne             | 1992-1996        |
| Annie Geeraerts   | Anna Dierckx             | 1991-heden       |
| Juan Gerlo        | Andy Coseyns             | 2015             |
| Juan Gerlo        | Tobias Van Langendonck   | 2021             |
| Davy Gilles       | Rik Ghijselinck          | 1998-2006        |
| Anne Mie Gils     | Colette Vermeir          | 2011, 2012, 2013 |
| Maarten Goffin    | Sasha Verhegstraete      | 2009-2010, 2016  |
| Maarten Goffin    | Bob                      | 2021             |
| Carry Goossens    | Gilbert Vandersmissen    | 2011             |
| Erik Goossens     | Peter Van den Bossche #1 | 1991-1995        |
| Kathleen Goossens | Caro Goossens            | 2008-2009        |
| Erik Goris        | Rob Gerrits              | 1998-2011        |
| Jozefien Grossen  | Julia                    | 2024             |
| Kadèr Gürbüz      | Caroline De Meester      | 2011-2012        |
| Cyra Gwynth       | Yoko Daniëls             | 2022-heden       |

## H
| Acteur                  | Personage(s)                 | Speelduur             |
| ----------------------- | ---------------------------- | --------------------- |
| Christophe Haddad       | Gunter Poucke                | 2013-2015             |
| Margot Hallemans        | Hanne Van den Bossche #2     | 2006-2009, 2013-heden |
| Joeri Hancké            | Jean-Pierre                  | 1991-1996             |
| Ludo Hellinx            | Bruno Bostoen                | 2009                  |
| Ludo Hellinx            | Patrick Pauwels              | 2012-2022, 2023       |
| Anke Helsen             | Brigitte De Wulf             | 2024-heden            |
| Ann-Christine Hendrickx | Veronique Van den Bossche #2 | 1997-2001             |
| Lotte Hendrickx         | Roxanne Ribbens              | 2004-2006             |
| Melissa Hendrikx        | Sterre                       | 2022                  |
| Jo Hens                 | Niko Schuurmans              | 2009-heden            |
| Jasper Heyman           | Ian                          | 2022                  |
| Theo Hijzen             | Nick Van de Kasteele #2      | 2006                  |
| Frank Hoelen            | William Faes                 | 2007-2008, 2011       |
| Guido Horckmans         | Walter Dierckx               | 1991-2006             |
| Nicoline Hummel         | Virginie Daerden             | 2004-2006             |
| Nicoline Hummel         | Sandra                       | 2024-2025             |
| Geert Hunaerts          | Koen Lamoen                  | 1999-2006             |
| Frederik Huys           | Inspecteur Goris             | 2014-2024             |
| Bert Huysentruyt        | Lex Dumont                   | 2025-heden            |

## I
| Acteur        | Personage(s)         | Speelduur |
| ------------- | -------------------- | --------- |
| Bieke Ilegems | Babette Van Tichelen | 1992-1998 |

## J
| Acteur             | Personage(s)                    | Speelduur                                  |
| ------------------ | ------------------------------- | ------------------------------------------ |
| Angela Jakaj       | Saartje Frederickx              | 2016                                       |
| Ilse Janssens      | Claudia                         | 2007-2008                                  |
| Martine Jonckheere | Marie-Rose De Putter            | 1991-1997, 2005-2015, 2018-2019, 2021-2022 |
| Suzanne Juchtmans  | Marie-Ange De Rixart De Waremme | 1998-2002                                  |

## K
| Acteur          | Personage(s)                | Speelduur                   |
| --------------- | --------------------------- | --------------------------- |
| Eric Kerremans  | Xavier Latour #2            | 2003-2006, 2007, 2008, 2009 |
| Ward Kerremans  | Gert Blondeel               | 2009                        |
| Manou Kersting  | Dave                        | 2015                        |
| Manou Kersting  | Paul Dujardin               | 2024                        |
| Bert Kettermans | Christian                   | 2025-heden                  |
| Tania Kloek     | Manou Van Steen             | 1993-1998                   |
| Cathérine Kools | Dr. Leen Van Den Bossche #3 | 2013-2018, 2024             |
| Alix Konadu     | Kato Vermeersch             | 2021-2022, 2023             |

## L
| Acteur            | Personage(s)             | Speelduur                         |
| ----------------- | ------------------------ | --------------------------------- |
| Jacky Lafon       | Rita Van den Bossche     | 1991-2015, 2024, 2025             |
| Nicky Langley     | Bakkersvrouw             | 2002                              |
| Nicky Langley     | Lies Leyers              | 2004                              |
| Nicky Langley     | Makelaar                 | 2013                              |
| Tine Laureyns     | Morgane Maes             | 2009-2010                         |
| Marc Lauwrys      | Bertje Baetens           | 2000-2001                         |
| Dirk Lavrysen     | Caféklant                | 1992                              |
| Dirk Lavrysen     | Sergeant Liboton         | 1993                              |
| Dirk Lavrysen     | Mark Verdonck            | 2010                              |
| Dirk Lavrysen     | Alain Roosen             | 2020                              |
| Arthur le Boudec  | Arno Coppens             | 2012-2015, 2016, 2017, 2019, 2020 |
| Gunther Levi      | Peter Van den Bossche #2 | 1999-2022                         |
| Yoeri Lewijze     | Johan                    | 2001                              |
| Yoeri Lewijze     | Brent                    | 2004                              |
| Yoeri Lewijze     | Stille                   | 2021                              |
| Anneleen Liégeois | Jennifer Verjans         | 2009-2010                         |
| Hans Ligtvoet     | Julio Rodriguez          | 2009                              |
| Ernst Löw         | Quinten Huisinga         | 2011                              |
| Veerle Luts       | Jessie                   | 1997                              |

## M
| Acteur                | Personage(s)             | Speelduur            |
| --------------------- | ------------------------ | -------------------- |
| Frans Maas            | Miel Verbiest            | 2007-2008            |
| Donald Madder         | Alex Le Croix            | 1994-1995            |
| Jeroen Maes           | Patrick Holemans         | 2008-2009            |
| Caroline Maes         | Mieke Van den Bossche #2 | 2002-heden           |
| Céline Malyster       | Tania                    | 2018                 |
| Céline Malyster       | Claire Durieux           | 2021                 |
| Gerda Marchand        | Bianca Parducci          | 1994-1996, 2000-2003 |
| Peter Marichael       | Wilfried                 | 1997                 |
| Lotte Mariën          | Mieke Van den Bossche #1 | 1991-2000            |
| Ini Massez            | Viv Neyskens             | 2016-2018, 2021      |
| Steve Mees            | Pierrot Van den Bossche  | 1991-1992            |
| Els Meeus             | Sarah De Kunst #2        | 2000-2003            |
| Stephanie Meire       | Femke Maeterlinck        | 1999-2001            |
| Stephanie Meire       | Eefje Govaert            | 2002-2003, 2005      |
| Begir Memeti          | Faroud Kir               | 2014-2018, 2024-2025 |
| Adams Mensah          | Ayo Buhari               | 2018                 |
| Marilou Mermans       | Isabelle Solie           | 2001-2008            |
| Mathias Mesmans       | Ward                     | 2025-heden           |
| Alycia Metdepenningen | Lieselot Veugelen        | 2016-2018            |
| Lennert Mets          | Guido Van den Bossche #1 | 2006-2010            |
| Dirk Meynendonckx     | René d'Hollander         | 1997-2007            |
| David Michiels        | Wim Veugelen             | 2006-2009, 2016-2017 |
| Sofie Mora            | Yasmine Wuyts            | 2008-2009            |

## N
| Acteur         | Personage(s)       | Speelduur            |
| -------------- | ------------------ | -------------------- |
| Nathan Naenen  | Kobe Vermiert      | 2014-2015, 2016-2018 |
| Aya Ndiaye     | Selin Devroede     | 2024                 |
| An Nelissen    | Cathérine Misotten | 2000-2002            |
| Maarten Nulens | Thibaut Faes       | 2022-2023            |

## O
| Acteur             | Personage(s)  | Speelduur |
| ------------------ | ------------- | --------- |
| Yemi Oduwale       | Joachim Vaes  | 2016      |
| Patrick Onzia      | Patrick       | 1995      |
| Patrick Onzia      | Roger         | 2004      |
| Benjamin Opdebeeck | Karl Van Hoof | 2024      |

## P
| Acteur           | Personage(s)    | Speelduur       |
| ---------------- | --------------- | --------------- |
| Daphne Paelinck  | Louka           | 2004-2005       |
| Daphne Paelinck  | Julie De Deyn   | 2011            |
| Erna Palsterman  | Griet Tersago   | 2002-2007       |
| An Pauwels       | Chantal         | 1991-1994       |
| René Pauwels     | Willem Delfosse | 1992-1997       |
| Ivan Pecnik      | Günther Vanlee  | 1991-1992       |
| Ivan Pecnik      | Didier Spinel   | 2013-2014       |
| Victor Peeters   | Karel           | 2009            |
| Victor Peeters   | De Valck        | 2012            |
| Victor Peeters   | Harry           | 2015            |
| Victor Peeters   | Mark Heesters   | 2022, 2023      |
| Marc Peeters     | Renaat Bosman   | 2007-2009, 2013 |
| Kristine Perpête | Els d'Hollander | 1998-2010       |
| Veronique Pignet | Conny Kaiser    | 1994-1995       |
| Tania Poppe      | Vicky Kenis     | 2018-2019       |

## R
| Acteur          | Personage(s)                | Speelduur  |
| --------------- | --------------------------- | ---------- |
| Saskia Raë      | Dr. Leen Van den Bossche #1 | 1997-2006  |
| Jef Ravelingen  | Pieter 'Pedro' De Deyn      | 2009-2011  |
| Gudi Raymaekers | Carine Wattez #2            | 2002-2003  |
| Gunter Reniers  | Steve                       | 1998-1999  |
| Gunter Reniers  | Antoine                     | 2005       |
| Gunter Reniers  | Kok Bart                    | 2008       |
| Gunter Reniers  | Herman                      | 2011       |
| Gunter Reniers  | Dumoulin                    | 2014       |
| Gunter Reniers  | Marc Van Waerde             | 2016       |
| Gunter Reniers  | Frederik Persyn             | 2019       |
| Gunter Reniers  | Rechercheur                 | 2022       |
| Amara Reta      | Ruth Delaet                 | 2016-2017  |
| Walter Rits     | Onderzoeksrechter           | 1993-1996  |
| Kürt Rogiers    | Lars De Wulf                | 2016-heden |
| Sven Ronsijn    | Kevin                       | 2002       |
| Ninalotte Roose | Aurélie Broothaers          | 2023       |
| Jordi Rottier   | Guido Van den Bossche #2    | 2010-2015  |
| Ben Rottiers    | Ben Van der Venne           | 1992-1994  |
| Greet Rouffaer  | Maria De Winter             | 2024       |
| Hans Royaards   | Hugo Beckers                | 1994-1998  |

## S
| Acteur              | Personage(s)                          | Speelduur            |
| ------------------- | ------------------------------------- | -------------------- |
| Adrian Sack         | Kadir                                 | 2025                 |
| Liandra Sadzo       | Zoë                                   | 2024                 |
| Sofie Scheers       | Hanne Van den Bossche #1              | 1998-2006            |
| Jan Schepens        | Jo Bervoets                           | 2001-2002            |
| Debbie Schneider    | Sarah De Kunst #1                     | 1994-1996            |
| Ellen Schoeters     | Lobke Corneel                         | 2006-2008            |
| Ellen Schoeters     | Carla Verbiest                        | 2013                 |
| Heidi Segers        | Annick Schoonbaert                    | 2006-2007            |
| Bob Selderslaghs    | Geert Thijssen                        | 2004-2005            |
| Hermine Selleslagh  | Nele Van Winckel                      | 1994-2001, 2003      |
| Charlotte Sieben    | Louise Van den Bossche #2             | 2021-heden           |
| Hugo Sigal          | Marcel Lodewijks                      | 2024-heden           |
| Paula Sleyp         | Estelle De Bruycker                   | 2009-2010            |
| Nele Snoeck         | Suzy Mariën                           | 2005-2009            |
| Jan Sobrie          | Bert Van den Bossche (‘Joris Nuyens’) | 2024-2025            |
| Anne Somers         | Veronique Van den Bossche #1          | 1991-1995, 2001-2012 |
| Luc Springuel       | Jean-Michel Le Croix                  | 1993-1994            |
| Christophe Stienlet | Luc De Laet                           | 2005-2007            |
| Bob Stijnen         | François Van den Bossche              | 1992-1996            |

## T
| Acteur              | Personage(s)         | Speelduur             |
| ------------------- | -------------------- | --------------------- |
| Louis Talpe         | Kelner               | 2002                  |
| Louis Talpe         | Vriend van Shirley   | 2008                  |
| Karin Tanghe        | Isabelle De Groot    | 2014-2015             |
| Lucas Tavernier     | Frank Verdonck       | 2014-2016, 2018, 2019 |
| Amaryllis Temmerman | Greet Baele          | 2013, 2015, 2016-2017 |
| Charlotte Therssen  | Lies                 | 2008                  |
| Jordan Thwaites     | Jason Drake          | 2017                  |
| Daisy Thys          | Erika                | 1999                  |
| Daisy Thys          | Johanna              | 2011                  |
| Daisy Thys          | Maud Mariën          | 2014                  |
| Peter Thyssen       | Freddy Steenhoudt    | 2015-2016, 2017, 2019 |
| Laura Tesoro        | Charlotte Kennis     | 2012-2014             |
| Nora Tilley         | Claire De Ruyter     | 1994-1996             |
| Alice Toen          | Albertine Solie      | 2001-2008, 2010       |
| Dieter Troubleyn    | Henk Terjonck        | 1994-2001             |
| Sofie Truyen        | Evy Hermans #1       | 2006-2013             |
| Karel Tuytschaever  | Andreas Schillewaert | 2014                  |

## U
| Acteur             | Personage(s)            | Speelduur       |
| ------------------ | ----------------------- | --------------- |
| Hilde Uitterlinden | Francine Verbiest       | 2016-2018, 2021 |
| Ilse Uitterlinden  | Elena Rieser            | 2023            |
| Mout Uyttersprot   | Bert Van den Bossche #1 | 2002-2004       |

## V
| Acteur                    | Personage(s)                  | Speelduur                                                     |
| ------------------------- | ----------------------------- | ------------------------------------------------------------- |
| Serge-Henri Valcke        | Christophe Mouret             | 2005-2006                                                     |
| Liv Van Aelst             | Laura Daems                   | 2006                                                          |
| Jaak Van Assche           | Alfons Coppens                | 2016-heden                                                    |
| Bart van Avermaet         | John                          | 1992                                                          |
| Bart van Avermaet         | Kurt Smits                    | 2000-2001                                                     |
| Jits Van Belle            | Robyn Versteven               | 2017-2021                                                     |
| Door Van Boeckel          | Leo Hans                      | 1994-1995                                                     |
| Door Van Boeckel          | Jef                           | 2011                                                          |
| Door Van Boeckel          | Gust Stuyvens                 | 2015-2016                                                     |
| Thomas Van Caeneghem      | Bas Van Opwijck               | 2014                                                          |
| Hans van Cauwenberghe     | Willy De Clippeleire          | 1991-1996                                                     |
| Hans van Cauwenberghe     | George De Swaef               | 2016, 2021                                                    |
| Remco van Damme           | Rikkert Moortgat              | 1997-2000                                                     |
| Hugo Van den Berghe       | Vincent Missotten             | 2000-2001                                                     |
| Ann Van den Broeck        | Kathleen Moens                | 2019-2020                                                     |
| Jan Van den Bosch         | Zjef De Mulder                | 2013-2025                                                     |
| Sam Van den Bosch         | Finn Vennens                  | 2022-heden                                                    |
| Ellen Van den Eynde       | Hanne Van den Bossche #3      | 2009-2012                                                     |
| Joris Van den Eynde       | Pater 'Pepe' Pierre           | 2004                                                          |
| Loes Van den Heuvel       | Karin Bloemaerts              | 2023                                                          |
| Frans Van der Aa          | Raymond Faes                  | 2022-2023                                                     |
| Nini Van der Auwera       | Simonne Vercauteren           | 1992-1994                                                     |
| Britt Van der Borght      | Gerda Donckers                | 2010-2012                                                     |
| Helga Van der Heyden      | Heidi Janssens                | 2002-2007                                                     |
| Helle Vanderheyden        | Model                         | 2015                                                          |
| Helle Vanderheyden        | Tine                          | 2024                                                          |
| Patsy Van der Meeren      | Gloria Theunynck              | 2019                                                          |
| Patrick Vandersande       | Mario Van de Caveye           | 2003-2011                                                     |
| Werther Vander Sarren     | André 'Dré' Verhelst          | 2007-2008                                                     |
| An Vanderstighelen        | Kitty Leyers                  | 2004                                                          |
| Roel Vanderstukken        | Benny Coppens                 | 2012-2017, 2018-heden                                         |
| Marianne Van der Veken    | Alexandra Boudewijns          | 2007-2008                                                     |
| Marianne Van der Veken    | Iris Verhasselt               | 2014                                                          |
| Marianne Van der Veken    | Freya Vertongen               | 2017                                                          |
| Frans Van De Velde        | Jos Van Wees                  | 1993                                                          |
| Wim Van de Velde          | Bart Van den Bossche #2       | 1997-2000                                                     |
| Aldo Vandervorst          | Cédric Van de Caveye #1       | 2006-2008                                                     |
| Kristof Van De Vondel     | Pierrot Van den Bossche #1    | 1997-2006                                                     |
| Brik Van Dyck             | Danny Grootaers               | 2002                                                          |
| Brik Van Dyck             | Raymond Verbeeck              | 2009                                                          |
| Brik Van Dyck             | Eddy Lieckens                 | 2023                                                          |
| Jeroen Van Dyck           | Tony Bertels                  | 2020-2022                                                     |
| Sophie Van Everdingen     | Malika Van Gils               | 2009-2010                                                     |
| Jos Van Geel              | Danny Vandrogenbroeck         | 2013-2014, 2015                                               |
| Alain Van Goethem         | Frank Moons                   | 2006                                                          |
| Riet Van Gool             | Monique Stevens               | 1991-2002                                                     |
| Jos Van Gorp              | Ghislain De Rixart De Waremme | 1998-2002                                                     |
| Hilde Van Haesendonck     | Jenny Versteven               | 2014-2022, 2023                                               |
| Hans Vanhamel             | Lou Lieckens                  | 2004-2006                                                     |
| Bianca Vanhaverbeke       | Grietje                       | 2000                                                          |
| Bianca Vanhaverbeke       | Brigitte                      | 2001                                                          |
| Bianca Vanhaverbeke       | Nathalie                      | 2004                                                          |
| Bianca Vanhaverbeke       | Veerle Suys                   | 2007-2008                                                     |
| Maureen Vanherberghen     | Marlies Kennis                | 2023-heden                                                    |
| Jasmijn Van Hoof          | Stefanie Coppens              | 2012-2016, 2017-2021, 2024-heden                              |
| Anneke Van Hooff          | Shirley Van Kets              | 2004-2009                                                     |
| Marieke Van Hooff         | Sammy Van Kets                | 2005                                                          |
| Lien Van de Kelder        | Marie Devlieger               | 2017-2019                                                     |
| Fred Van Kuyk             | Dimitri 'Dimi' Roels          | 2007-2011                                                     |
| Stef Vanlee               | Dr. Jan Geukens               | 2018-2023                                                     |
| Stef Van Litsenborgh      | Jef Lits                      | 1997-2006, 2007, 2008, 2009, 2011                             |
| Ann Van Mechelen          | Ann Roelants                  | 1995                                                          |
| Mechtilde van Mechelen    | Marie-Thérèse                 | 1994-1996                                                     |
| Hannah Van Meurs          | Cixi Lao Tsai                 | 2006-2008                                                     |
| Lotte Vannieuwenborg      | Eva Vennens                   | 2017-2018, 2022-heden                                         |
| Bert Vannieuwenhuyse      | Thomas Maeterlinck            | 1999-2003                                                     |
| Inge Van Olmen            | Kaat Mariën                   | 2008                                                          |
| Ben Van Ostade            | Francis De Ridder             | 2009-2010                                                     |
| Bram Van Outryve          | Kenny                         | 2009                                                          |
| Bram Van Outryve          | Axel De Meester               | 2011-2012, 2014                                               |
| Bert Van Poucke           | Besnik                        | 2010                                                          |
| Tine van Poucke           | Ingrid Van den Heuvel         | 1994-1996, 1999-2003, 2005-2006                               |
| Daisy Van Praet           | Gerdje Govaert                | 2002-2003, 2005                                               |
| Daisy Van Praet           | Lisa De Ruyter                | 2009-2010                                                     |
| Ingrid Van Rensbergen     | Christel Feremans             | 2001-2006, 2007, 2008, 2009                                   |
| Lone van Roosendaal       | Annelies Verlinden            | 2011, 2012                                                    |
| Guy Van Sande             | Xavier Latour #1              | 1992                                                          |
| Christel Van Schoonwinkel | Ludmilla Kudaibergerov        | 2008-2009                                                     |
| Erika Van Tielen          | Amélie De Wulf                | 2016-2021                                                     |
| Chris Van Tongelen        | Bart Van den Bossche #3       | 2001-2015, 2016-2017, 2018-2020, 2021, 2022, 2023, 2024, 2025 |
| Babette van Veen          | Willeke De Vries              | 1994-1995                                                     |
| Hilde Van Wesepoel        | Linda Desmedt                 | 2001-2017                                                     |
| Barbara Verbergt          | Anouk Vantomme                | 2024-2025                                                     |
| Pieter Verelst            | Thomas Van den Bossche        | 2014-2015, 2016                                               |
| Eddy Vereycken            | André D’Hondt                 | 2000                                                          |
| Eddy Vereycken            | Minister Santander            | 2002                                                          |
| Eddy Vereycken            | Gino De Doncker               | 2008                                                          |
| Ray Verhaeghe             | Albert Thielens               | 1992-heden                                                    |
| Kristof Verhassel         | Stan Lauwers                  | 2015-2018                                                     |
| Bernard Verheyden         | Dries Van Winckel             | 2000-2002                                                     |
| Dirk Vermiert             | Fiston                        | 2000                                                          |
| Dirk Vermiert             | Joris De Belder               | 2010                                                          |
| Dirk Vermiert             | Notaris Van Roose             | 2014                                                          |
| Dirk Vermiert             | De Gendt                      | 2018                                                          |
| Dirk Vermiert             | Veilingmeester                | 2019                                                          |
| Dirk Vermiert             | Procureur                     | 2021                                                          |
| Braam Verreth             | Simon Feyaerts                | 2015-2017, 2021                                               |
| Vicky Versavel            | Brenda Vermeir #1             | 1997-2001, 2002-2011                                          |
| Ria Verschaeren           | Ernestine                     | 1998-2001                                                     |
| Gianni Verschueren        | Maarten Van den Bossche #1    | 1997-2006                                                     |
| Tristan Versteven         | Michiel De Ruyter             | 2012-2013                                                     |
| Tristan Versteven         | Gino Maes                     | 2018, 2020                                                    |
| Koen Vijverman            | Bjorn Impens                  | 2006-2009                                                     |
| Kiki Vloeberghs           | Dieuwke Mitsides              | 2006-2009                                                     |
| Tom Viaene                | Lucas Van Bellingen           | 2018-2019                                                     |
| Belinda Voorspoels        | Samira Jibrell                | 2021-heden                                                    |
| Michael Vroemans          | Maarten Van den Bossche #2    | 2006-2015, 2016, 2018, 2024, 2025                             |

## W
| Acteur             | Personage(s)          | Speelduur       |
| ------------------ | --------------------- | --------------- |
| Ronny Waterschoot  | Didier De Kunst       | 1993-1999, 2001 |
| Maurice Wauters    | Ludo Bracke           | 2002            |
| Hans Wellens       | Maxim De Pauw         | 1993-1994, 2011 |
| Jessa Wildemeersch | Kirsten Caemerlinck   | 2015-2016       |
| Alex Wilequet      | Victor Van den Abeele | 2006-2008       |
| Nathalie Wijnants  | Anita Degeling        | 2011, 2012      |

## X Y Z
| Acteur       | Personage(s) | Speelduur |
| ------------ | ------------ | --------- |
| Victor Zaïdi | Sam          | 1997      |

Acteurs · Personages · Stamboom